# 加藤克巳
加藤 克巳（かとう かつみ、1915年6月30日 - 2010年5月16日）は、昭和・平成期の歌人。

## 経歴
京都府綾部市生まれ。旧制埼玉県立浦和中学校在学中に短歌を作り始め、若山牧水系の歌誌「菁藻」（主宰：髙橋俊人）に入会。1933年、國學院大學予科入学、1935年、國學院大學国文科進学、折口信夫、武田祐吉らの薫陶を受ける。在学中に新芸術派短歌運動に加わり「短歌精神」を創刊。1936年、若手歌人の集まり「四月会」に参加。1937年、第一歌集『螺旋階段』を刊行。1938年、國學院大學卒業。
その後応召し、敗戦まで軍隊生活を経験する。戦後は浦和中学校の教諭に復帰。1946年、常見千香夫、大野誠夫らと「鶏苑」を創刊、近藤芳美、宮柊二らと「新歌人集団」を結成。1948年より家業である埼玉ミシン工業に勤務し、のち社長、会長を歴任。
1949年、「新歌人集団」解散後、「歌人懇話会」を開き、のち「作品研究会」とし、しばらく継承。1953年、「近代」を創刊し、主宰。1963年に「個性」と名を改め、2004年に終刊。
1956年、発起人として現代歌人協会を創立、理事を務める（1991年から1994年まで理事長）。1996年、宮中歌会始召人。この間、日本現代詩歌文学館振興会常任理事、埼玉県歌人会会長・顧問、埼玉県文化団体連合会理事長・会長・顧問、埼玉文芸懇話会会長、埼玉文芸家集団代表、さいたま文学館運営委員会常任委員、埼玉県立近代美術館協議会委員、埼玉県立自然史博物館協議会委員、与野市教育委員などを歴任。
2010年5月16日に心不全のため死去。94歳没。23日、浦和斎場（さいたま市桜区）にて告別式。

## 作風
戦前のモダニズム短歌の流れを汲みながら、シュールレアリズムの影響を受けた作風が特徴。みずからの詩的達成を、みずから過激に壊してゆく志向があったために、歌集ごとに作風の変化の幅が大きい。門下に、沖ななも、久々湊盈子、佐藤信弘、筒井富栄、光栄堯夫、中井茂、坂原八津、吉野裕之、髙橋みずほ、中村幸一などがいる。

## 受賞歴
- 1970年 第4回迢空賞受賞（歌集『球体』その他の業績により）
- 1973年 埼玉県教育功労賞受賞
- 1978年 埼玉文化賞（芸術部門）受賞
- 1979年 藍綬褒章受章（産業振興により）
- 1986年 勲四等瑞宝章受章（文化功労により）、第9回現代短歌大賞受賞（『加藤克巳全歌集』により）
- 1989年 与野市民栄誉賞受賞
- 1994年 埼玉県歌人会大賞受賞（『現代短歌史』その他の業績により）

## 著書

### 歌集
- 『螺旋階段』 民族社、1937年

同 風心社、1969年
同 東京四季出版〈処女歌集全集〉、1980年
同文庫版 短歌新聞社〈短歌新聞社文庫〉、1998年
- 『エスプリの花』 白玉書房、1953年
- 『宇宙塵』 ユリイカ、1956年
- 『球体』 短歌新聞社、1969年

同文庫版 短歌新聞社〈短歌新聞社文庫〉、1993年
- 『玄青』（自選歌集） 短歌新聞社〈現代歌人叢書〉、1971年
- 『心庭晩夏』 角川書店、1973年
- 『青の六月』 短歌新聞社、1977年
- 『万象ゆれて』 角川書店、1978年
- 『石は抒情す』 短歌新聞社、1983年
- 『ルドンの眼』 沖積舎、1986年
- 『天壇光』 短歌新聞社〈現代短歌全集〉、1987年
- 『樹下逍遥』 短歌新聞社、1990年
- 『月は皎く砕けて』 砂子屋書房、1992年
- 『矩形の森』 砂子屋書房、1999年
- 『樹液』 砂子屋書房、1999年
- 『游魂』 砂子屋書房、2000年
- 『森と太陽と思想』 短歌新聞社、2001年
- 『春は近きか』 短歌新聞社、2002年
- 『遠とどろきの』 東京四季出版、2003年
- 『加藤克巳自選1800首』 角川書店、2004年
- 『夕やまざくら』 角川書店、2005年
- 『朝茜』 角川書店、2007年

### 評論・エッセイ
- 『意志と美』 短歌新聞社、1967年
- 『邂逅の美学』 短歌新聞社、1975年
- 『熟成と展開』 短歌新聞社、1981年
- 『新歌人集団』 角川書店、1982年
- 『釈迢空の秀歌』 短歌新聞社、1987年
- 『短歌問答』 さきたま出版会、1987年
- 『旅のこころ、歌のこころ』 砂子屋書房、1988年
- 『宙空憧憬』 砂子屋書房、1990年
- 『現代短歌史』 砂子屋書房、1993年
- 『時はおやみなく』 短歌新聞社、2000年
- 『詩のこころ、美のこころ』 東京四季出版、2001年
- 『原郷を恋う心、そして』 砂子屋書房、2001年
- 『雲と心』 砂子屋書房、2002年
- 『百、千足る』 東京四季出版、2003年
- 『古代歌謡』 短歌新聞社、2004年
- 『おのずからの世界-加藤克巳随談』 角川書店、2008年

### その他
- 『石百歌』 東京四季出版、1983年
- 『加藤克巳全歌集』 沖積舎、1985年
- 『加藤克巳短歌集成-加藤克巳著作選』全5巻 沖積舎、1994-97年
- 『加藤克巳自筆百歌選』 沖積舎、1997年
- 『克巳かるた』（かるた） 角川学芸出版、2009年
- 『加藤克巳 晩歌つれづれ』 私家版（加藤正芳編）、2012年

## 日本国内の歌碑
- 第一歌碑 宮城県気仙沼市大島/1976年建立 眼つむれば つねに海鳴りが聞こえきて 清き勇気を 清き勇気を
- 第二歌碑 京都府綾部市/1984年建立 山もとのかすむあたりの遠じろの由良川うねる神の世のごと
- 第三歌碑 埼玉県さいたま市南与野駅前公園/1991年建立 永遠は三角耳をふるわせて光にのって走りつづける
- 第四歌碑 埼玉県さいたま市普門院/2000年建立 希いこめ心に植えしいっぽんの苗すくすくとのびつづけゆく
- 第五歌碑 岐阜県郡上八幡/2002年建立 太竹のゆるぎなきゆえ高穂先さやらさやらと風をあそばす
- 第六歌碑 埼玉県久喜市鷲宮神社/2003年建立 ふいにやまとたけるを恋うなるはしきり桜のふぶくただなか
- 第七歌碑 新潟県佐渡島/2009年建立 日はのぼり日はまた沈むいつのときもわれに凜たり心の一樹

## 関連文献
加藤克巳の作品や人物についての主な書籍
- 加藤克巳著作選・別巻編集委員会編 『加藤克巳論・集成-加藤克巳著作選別巻』 沖積舎、1998年
- 個性の会編 『抽象の雲-加藤克巳作品鑑賞』 短歌新聞社、1976年
- 個性の会編 『加藤克巳アルバム』 風心社、1993年
- 佐藤信弘 『加藤克巳の世界』 潮汐社、1976年
- 関根明子 『加藤克巳と「善の研究」』 砂子屋書房、2002年
- 筒井富栄 『加藤克巳の歌』 雁書館、1992年
- 長澤洋子 『庭のソクラテス-記憶の中の父 加藤克巳』 短歌研究社、2018年
- 光栄堯夫 『加藤克巳論』 沖積舎、1990年
- 吉村康 『歌壇のピカソ-孤高の歌人・加藤克巳の航跡』 沖積舎、1997年